# ユリウス・ビットナー
ユリウス・ビットナーまたはビトナー（ドイツ語: Julius Bittner, *1874年4月9日 ウィーン; †1939年1月9日 ウィーン）は、オーストリア帝国末期からオーストリア共和国初期に活躍したオペラ作曲家。裁判官や国家公務員として働きながら、寡作ながらも新ウィーン楽派の周辺の一人として創作活動を続けた。

## 略歴

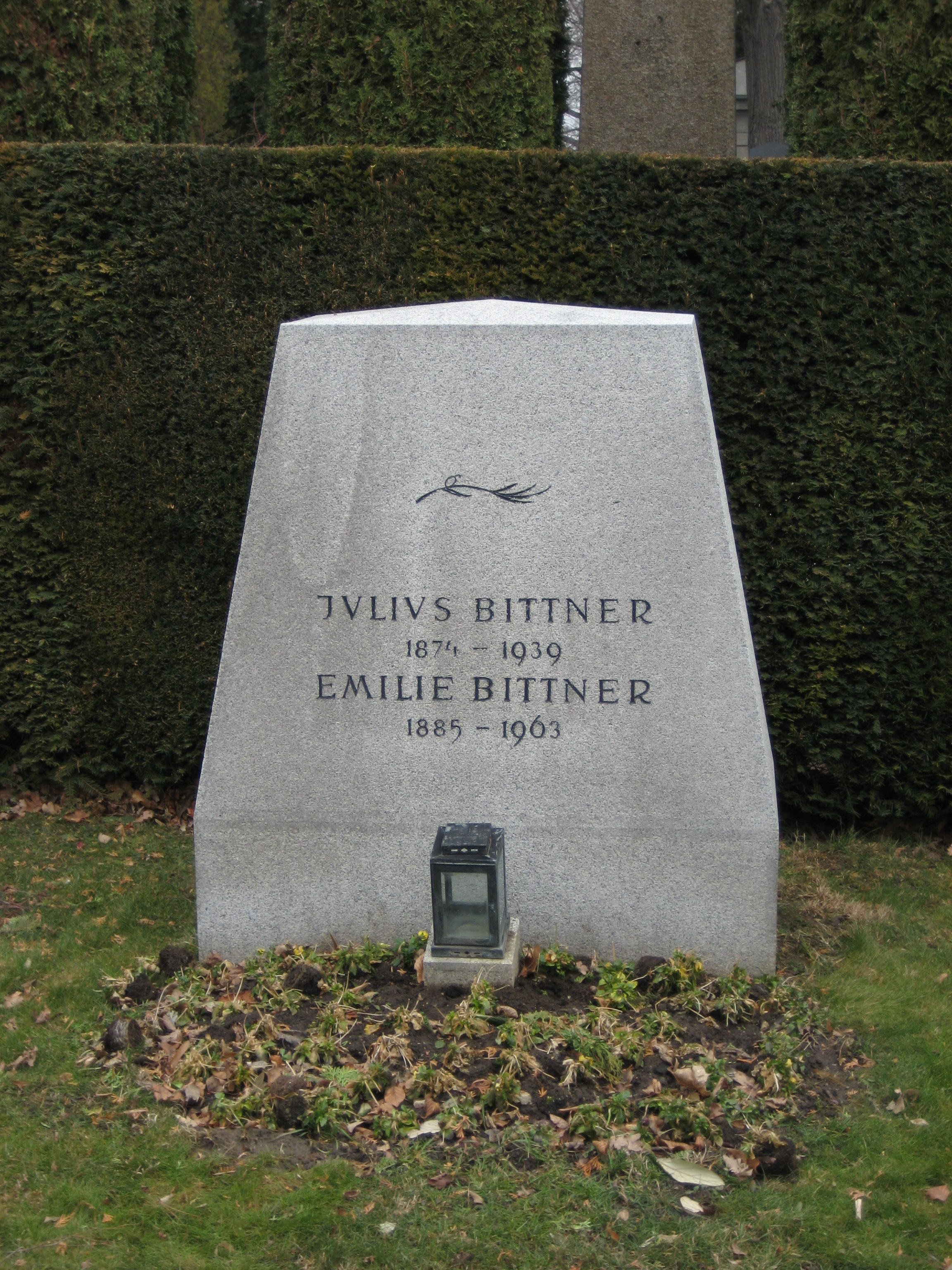
ウィーン中央墓地のビットナーの墓

判事を父に生まれ、自らも法曹界に進む。1920年にニーダーエスターライヒ州のヴォルカースドルフ・イム・ヴァインフィアテルにおいて判事を務め、1920年から1922年まで法務大臣の公吏を務めた。その一方でビットナーは、20世紀前半のオーストリアにおいて最も名高い、最も上演回数の多いオペラ作曲家でもあった。しかしながら第二次世界大戦後は、リヒャルト・ワーグナーの伝統に沿った後期ロマン派のオペラの典型的な追従者として、次第に忘れ去られていった。
ビットナーのオペラの多くは、たいてい自作の台本によっており、オーストリアのアルプス地方を題材に扱っている。ユリウス・ビットナーは、（評論家から「オペラ界のルートヴィヒ・アンツェングルーバー」というおよそ有り難くないあだ名を頂戴しているが、）音楽家としての価値は、より有名な同時代の作曲家ヴィルヘルム・キーンツルにも全く遜色がないと言って差し支えない。
ビットナーはアルト歌手のエミーリエ・ヴェルナーと結婚した。数々の賞や栄誉を受けており、1925年にはベルリン芸術アカデミーの教員にも選ばれている。没後はウィーン中央墓地に埋葬された。1964年に遺品がウィーン国立図書館に買い取られ、手書きのスケッチや台本、総譜、ピアノスコアなど、ほとんどすべての作品が保管された。

### 受賞歴
- 1915年 マーラー賞
- 1919年 ライムント賞
- 1925年 ウィーン市芸術賞
- 1937年 オーストリア政府賞（音楽・文芸部門）

## 主要作品一覧

### 歌劇
- 赤毛のグレート“Die Rote Gred” （1907年、初演：ウィーン宮廷歌劇場にてブルーノ・ワルター指揮）
- 楽士“Der Musikant” （1909年、初演：ウィーン宮廷歌劇場にてブルーノ・ワルター指揮）
- 山の湖“Der Bergsee” （1911年）
- 地獄の金“Das Höllisch Gold” （1916年、ビットナーの出世作）
- ウィーン風ジングシュピール《かわいいアウグスティン》 “Der liebe Augustin, Wiener Singspiel” （1917年）
- キャベツ農家の娘“Die Kohlhaymerin” （1921年）
- 小さなバラ園“Das Rosengärtlein” （1923年）
- すみれ“Das Veilchen” （1934年）

### 舞台音楽
- シェイクスピアの戯曲のための付随音楽“Schauspielmusik zu Dramen von Shakespeare”
- ネストロイの民衆劇のための付随音楽 “Schauspielmusik zu Volksstücken von Nestroy”
- ライムントの民衆劇のための付随音楽 “Schauspielmusik zu Volksstücken von Raimund”

### 声楽曲
- 大ミサ曲 “Große Messe”

- 連作歌曲《オーストリアの踊り》 “Tänze aus Österreich”

### 室内楽曲
- 弦楽四重奏曲（全2曲）